# 殺戮魅影
《殺戮魅影》是由日本手机游戏开发商Fuji & gumi Games开发的3D战略模拟角色扮演电子游戏，日版发行于2014年10月23日在Android和iOS平台上。

## 游戏玩法
本作以战略性回合制RPG为主的3D动作游戏（类似于火焰之纹章系列的核心玩法），以及结合了社交网络游戏的元素。在游戏中，玩家需要将角色移动至棋盘的格子上，并与由AI控制的对手进行回合制战斗。当角色在战斗中受到足够伤害时，会从战场上移除，而剩下的队伍中仍有角色的那方将成为胜利者。游戏中没有永久死亡的机制，但被击败的角色会失去装备的物品。

## 故事简介
世界树“尤古朵拉西尔”作为世界的连接，被分为「天上世界」与「地上世界」，因人类被异族与恶魔捕食，导致诸神感到悲伤而间接创造出「杀戮之姬」。在天上篇中，「杀戮之姬」为了完成拯救人类的使命而与异族和恶魔对战。而在地上篇中，在「杀戮之姬」未诞生之际，人类在恶魔的支配下顽强地抵抗并生存。

## 开发
《殺戮魅影》开发商Fuji & gumi Games是由富士启动风投和gumi设立的合资公司。富士在电视、电影、动画方面均有业务，但和华特迪士尼等娱乐公司相比却完全没有涉足游戏领域。富士希望在游戏领域能有所发展，因此与曾有业务合作的gumi公司合资创设了Fuji & gumi Games。本作是该Fuji & gumi Games开发的首款游戏。制作人今泉潤称，他们希望结合富士与gumi的力量制作出「超越电视与游戏的作品」，因此游戏制作时强调了影像演出。游戏开场影片由押井守监修。游戏音乐主要由土屋昇平作曲，其友三浦健协助创作了部分音乐。
本作在2014年10月23日发行于Android和iOS平台，并邀请众多声优为游戏中的角色配音。2015年8月28日，与动画《魔法少女小圓》跨界合作，并增加新原创剧情。此后还陆续与《未聞花名》、《Fate/stay night UBW》、《勇者前線》、《庫洛魔法使 透明牌篇》等作品跨界合作。2016年7月4日，官方宣布繁体中文版正式推出。同年12月23日官方将游戏改版成「ZERO」，并增加新剧情与男主。官方在4周年时邀请大島優子作为嘉宾为游戏宣传。

## 评价
TouchArcade的评测称认为游戏有趣，但游玩一段时间后会感到难度曲线过陡。

## 外部連結
- 官方网站